# Анрі Фрейденберг
Анрі Фрейденберг, також Фредамбер (фр. Henri Freydenberg либо Fredemberg; 14 грудня 1876, Париж, Франція — 20 серпня 1975, Париж, Франція) — французький генерал.

## Біографія
Народився Парижі в сім'ї німецького походження. Його батько, лейтенант від інфантерії, кавалер ордена Почесного легіону Жефрой Вільгельм Фрейденберг (1828—1913), уродженець Ерикура, служив у 54-му піхотному полку французької армії. Батьки розлучилися і його мати вдруге вийшла заміж за генерала Луї Адольфа Гужат дит Маяра (1838—1901), також кавалера ордена Почесного легіону.
У 1896 році закінчив особливу військову школу Сен-Сір. Наприкінці 1890-х років вступив до французької армії. Учасник Першої світової війни.
На початку 1919 року — у чині полковника, начальник штабу генерала Філіппа д'Ансельма, командувача союзними (французькими, грецькими і білими) силами Антанти на Півдні Росії (у французькій зоні відповідальності, що розташовувалась у Північному Причорномор'ї), займався політичною роботою. За свідченнями сучасників, його діяльність «вражаюче співпадала з роботою німецьких і більшовицьких агентів» і саме він, а не д'Ансельм, був справжнім командувачем союзних військ.
Проводив політику, спрямовану проти Добровольчої армії. Зокрема, заборонив проводити її представникам мобілізацію, створювати окремі військові команди; розробив план формування «бригад-мікст», що складалися з французьких офіцерів та російських рядових — план командуванням Добровольчої армії було категорично відкинуто. Вступив у переговори з владою УНР (з отаманом Змієвим) з метою передачі Одеси під владу Директорії УНР, які не були доведені до кінця, оскільки Київ був зайнятий більшовиками та влада Симона Петлюри впала. Сформував в Одесі невизнані Збройні сили півдня Росії і «обласний уряд» — Раду оборони, до якої входили Дмитро Андро, Петро Рутенберг, Костянтин Ілляшенко, Михайло Брайкевич та ще кілька осіб.
Був, за різними джерелами, (донесення Георгія де Лафара до Петрограда), закоханий у знамениту російську кіноактрису Віру Холодну («червону королеву» на думку «Абетки» В. Шульгіна), з якою неодноразово зустрічався. Їхні окремі кабінети в «Будинку артистів» в Одесі знаходилися поруч. Наприклад, біла одеська газета «Вечірня година» № 61 за 12 вересня 1919 року писала про «чарівну, привабливу королеву екрану» Віру Холодну, яка «прикрашала одну з лож театру-кабаре в одеському „Будинку артиста“…», «прекрасному спокуснику». що загіпнотизувалатого, в руках якого була влада та сила", внаслідок чого союзники спішно евакуювалися з Одеси.

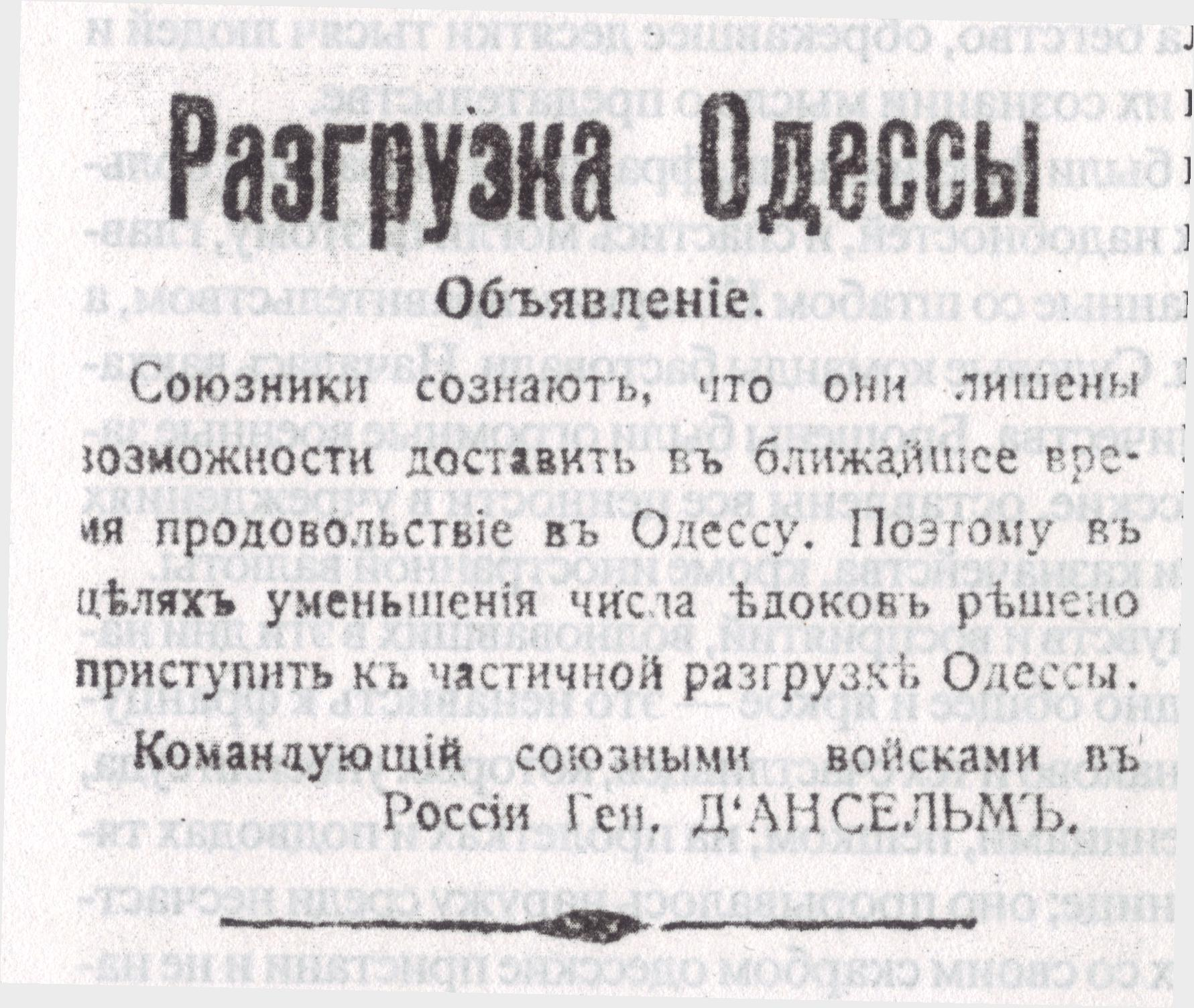
Головний результат діяльності Анрі Фрейденберга на Півдні Росії за підписом Філіппа дАнсельма. Одеса, 3 квітня 1919

На думку письменника Микити Бригіна, у лютому або березні 1919 року Фрейденберг отримав дуже великий хабар від представника Всеросійської надзвичайної комісії (ВЧК) Жоржа де Лафара («Сума є сума» — було сказано в донесенні де Лафара до ВЧК) за припинення французької інтервенції на Півдні Росії і дуже швидку евакуацію військ Антанти з Одеси (що сталося 4 — 7 квітня 1919 р.)). На думку офіційної радянської історіографії, евакуація союзників була «панічною» (за три доби).
Після евакуації в окупованому Антантою Константинополі відразу ж (на деякий час) вийшов у відставку і відкрив свій банк.
19 квітня розгніваний прем'єр-міністр Франції Жорж Клемансо наказав розібратися у справі самовільної евакуації союзних військ із Півдня Росії спеціальної військової комісії та направив матеріали на полковника Фрейденберга до Верховного військового суду. Комісія на чолі із графом де Шевільї виправдала Анрі Фрейденберга. Володимир Гурко, який особисто знав Фрейденберга і евакуювався зі штабом генерала Шварца з Одеси до Константинополя, пише так: «Фрейденберга, що проводив розслідування у справі, граф Шевільї … мені навіть казав, що з проведеного ним розслідування у нього вийшло на переконання, що все чим не засновані, з чим я, однак, дозволив собі не погодитись. » Після повстання Кемаля Ататюрка та вигнання французів, греків та англійців зі Стамбула полковник був відновлений на військовій службі, але «засланий» з метрополії служити в африканські французькі колонії.
У званні полковника в 1921 році він командував groupe mobile (змішані сили розміром з бригаду) в операції, яка завершила 7-річну Заянську війну.
У 1924—1929 роках — комендант Мекнеса (Марокко). У 1929—1931 рр. — командир 1-ї сенегальської дивізії в Сенегалі, у 1931—1933 роках — командувач французькими військами в Західній Африці. З 1933 по 1938 рік — командувач колоніальними силами у Франції.
Під час другої світової війни у червні-липні 1940 року командував 2-ю французькою армією. Його дивізії зазнали поразки і після капітуляції фельдмаршала Філіппа Петена 22 червня 1940 року вимушено здалися німецьким військам. 31 липня 1940 р. урядом Французької Держави остаточно звільнений у відставку.

### Мемуари
- Антон Деникин. «Очерки русской смуты».
- Санников, А. С. Одесские записки // Вопросы истории : журнал. — 2001. — № 6 (9 мая). — С. 86—102.